# Albert von Hellens
Albert Alexander von Hellens (né le 22 novembre 1879 à Helsinki et mort le 2 avril 1950 à Turku) est un juriste et homme politique finlandais,. 

## Biographie
En 1903, après avoir obtenu le titre de varatuomari, Albert von Hellens commence sa carrière en tant que  secrétaire du chapitre de chanoines de la cathédrale de Turku.
Il occupera ce poste jusqu'à ce qu'il soit nommé gouverneur par intérim de la province de Turku et Pori en 1917. 
Il est nommé gouverneur de la province de Kuopio de 1917 à 1918 et gouverneur de la province de Häme de 1919 à 1930.
Albert von Hellens est ministre de la Justice des gouvernements Ingman II (31.5.1924-31.3.1925) et Vennola II (24.2.1922-2.6.1922).	
Il est aussi ministre de l'Intérieur du Erich (15.3.1920 - 9.4.1921).
En 1930, von Hellens est nommé chancelier de justice pendant une courte période jusqu'à ce qu'il devienne président de la cour d'appel de Turku.